# Tahuata (comuna)
Tahuata é uma comuna da Polinésia Francesa, no arquipélago das Marquesas. Estende-se por uma área de 69 km², com  671 habitantes, segundo os censos de 2007, com uma densidade de 10 hab/km².